# Ulica Szewska w Krakowie
Ulica Szewska – ulica w Krakowie, w dzielnicy I Stare Miasto, na Starym Mieście, prowadzi z Rynku Głównego do ulicy Podwale a jej przedłużeniem jest ulica Karmelicka.
Jest częścią dawnego traktu śląskiego (w kierunku Bytomia). Dawniej zamykała ją Brama Szewska, której zrekonstruowane relikty przedbramia można zobaczyć u wylotu ulicy, przy skrzyżowaniu z ul. Podwale. Za bramą znajdowało się przedmieście Garbary z młynami i foluszami królewskimi.
Wzdłuż ulicy pozostawiono tory, po których dawniej tramwaj dojeżdżał do Rynku Głównego. Przeznaczona jest wyłącznie dla ruchu pieszych.
Zabudowa ulicy pochodzi głównie z XVI–XVII wieku.
Pod numerem 24 w Kamienicy Kantorowskiej na rogu z Plantami mieści się od 1977 (z przerwą w latach 2014–2017) tradycyjna kawiarnio-restauracja U Zalipianek z wystrojem ludowym. W sąsiedniej kamienicy pod numerem 25, aż do swojej śmierci w 1985 mieszkał i tworzył krakowski malarz pejzażysta i polichromista Aleksander Trojkowicz.

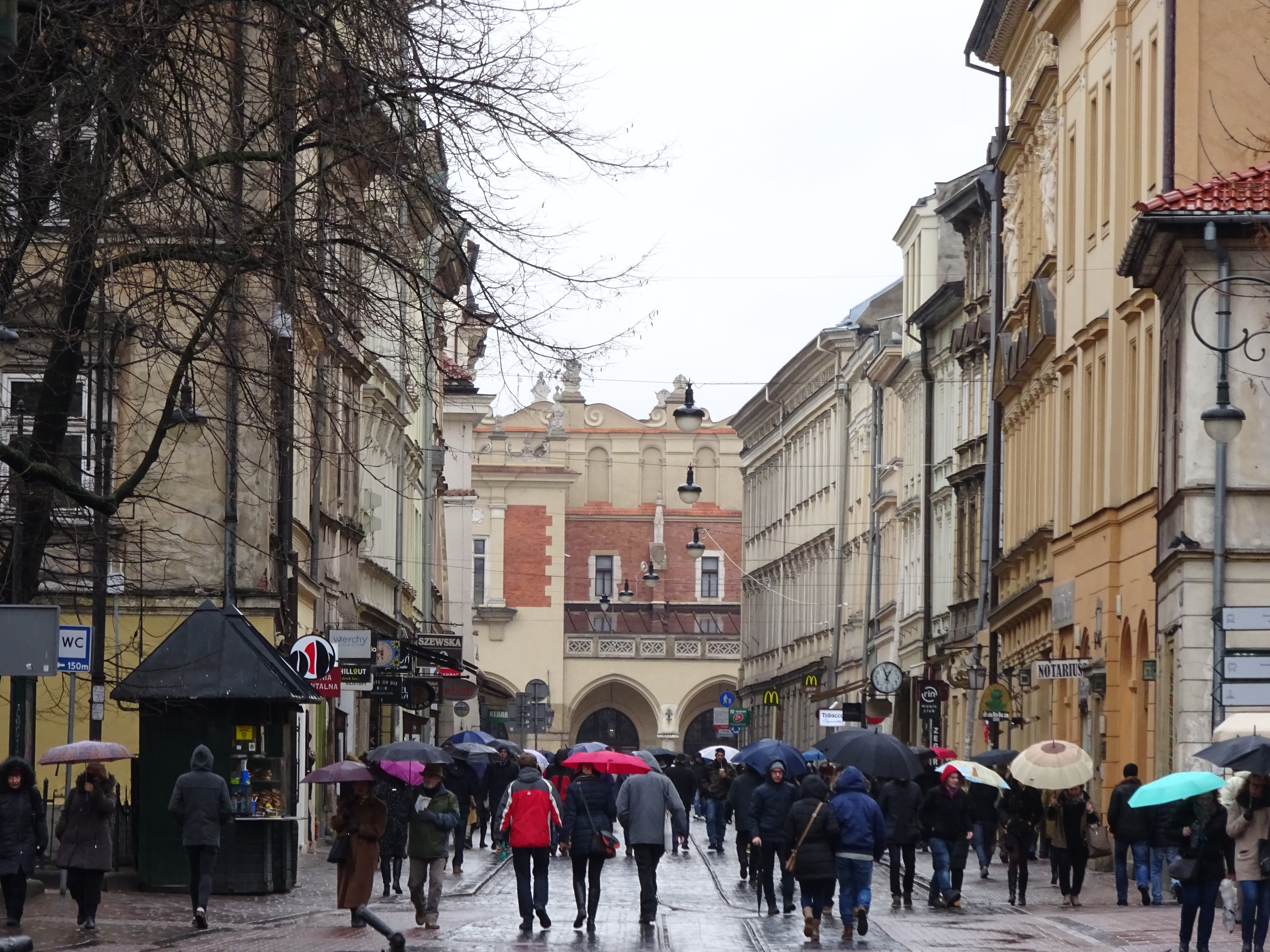
Widok na zachód. Na horyzoncie Sukiennice
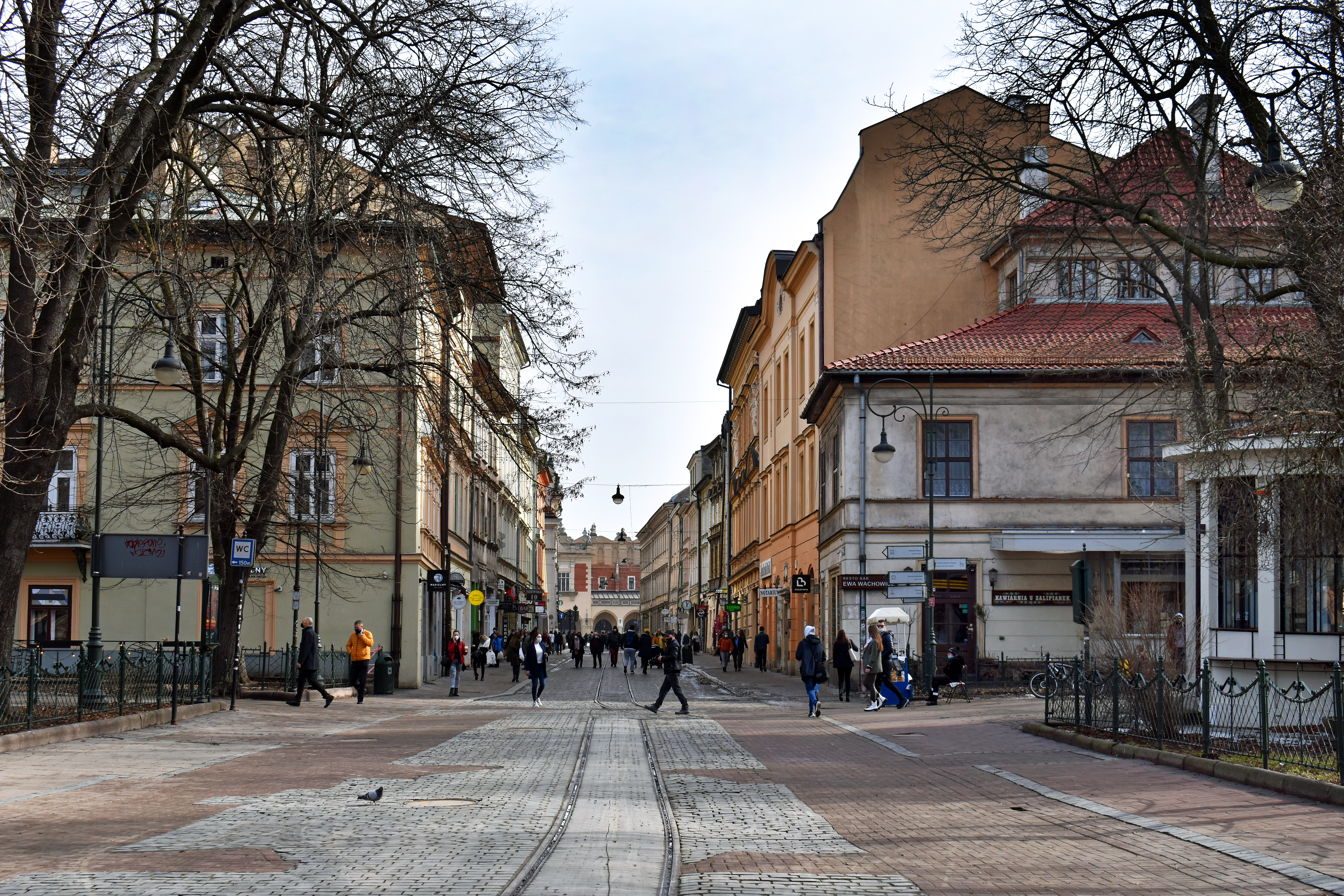
Ulica widziana z Plant, wyeksponowane dawne tory tramwaju wąskotorowego
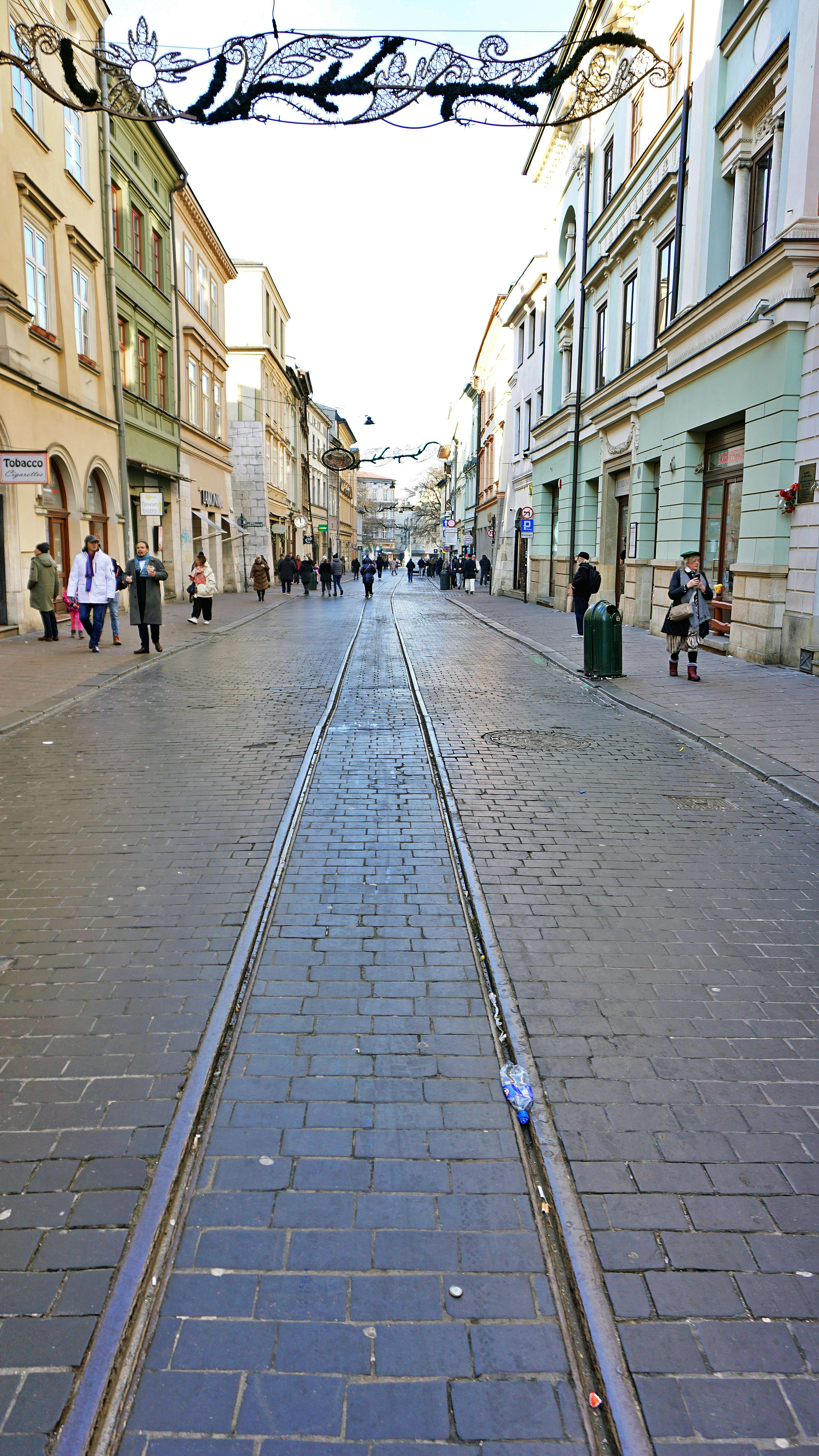
Torowisko tramwajowe po którym tramwaje dojeżdżały dawniej do Rynku Głównego
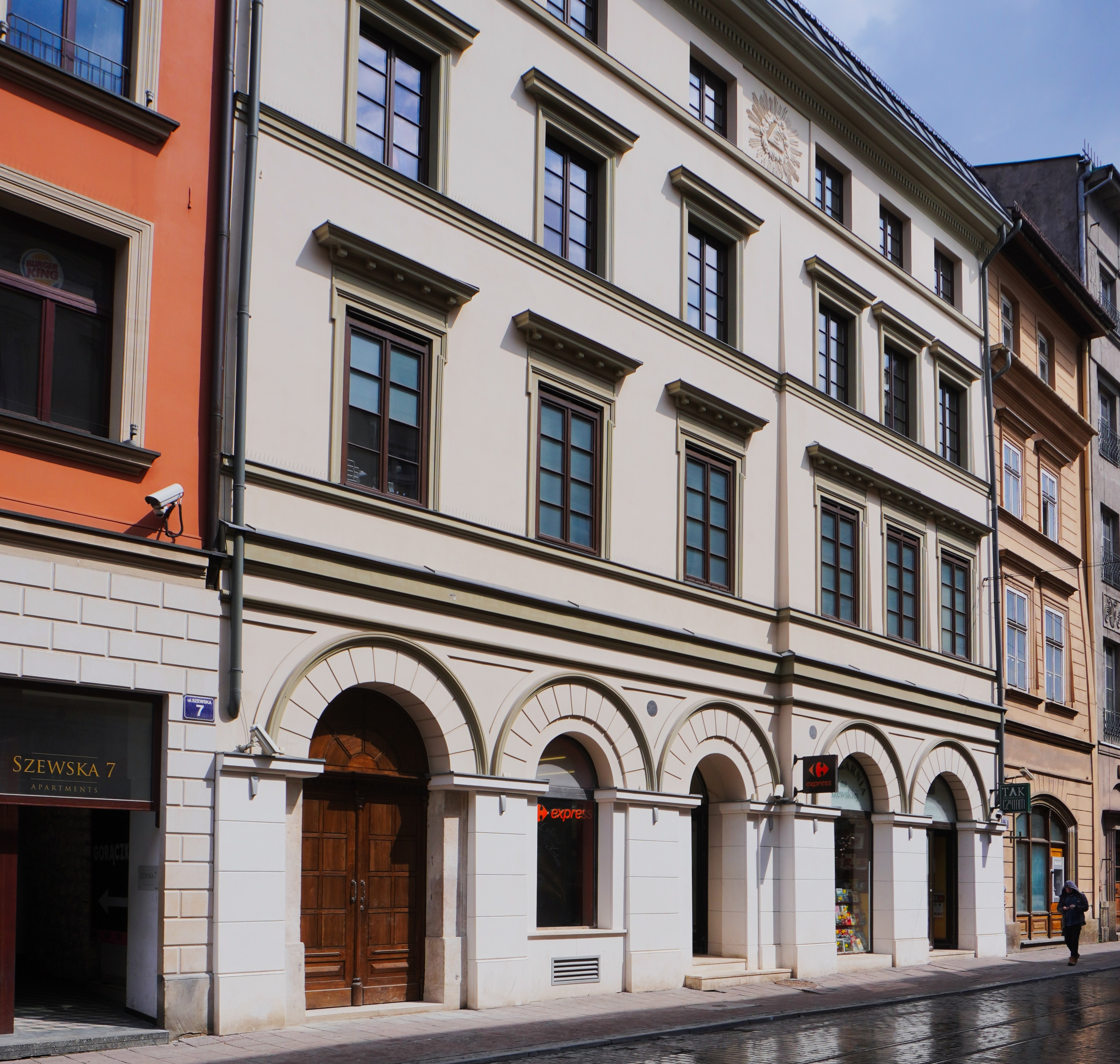
ul. Szewska 5 Zabytkowa kamienica
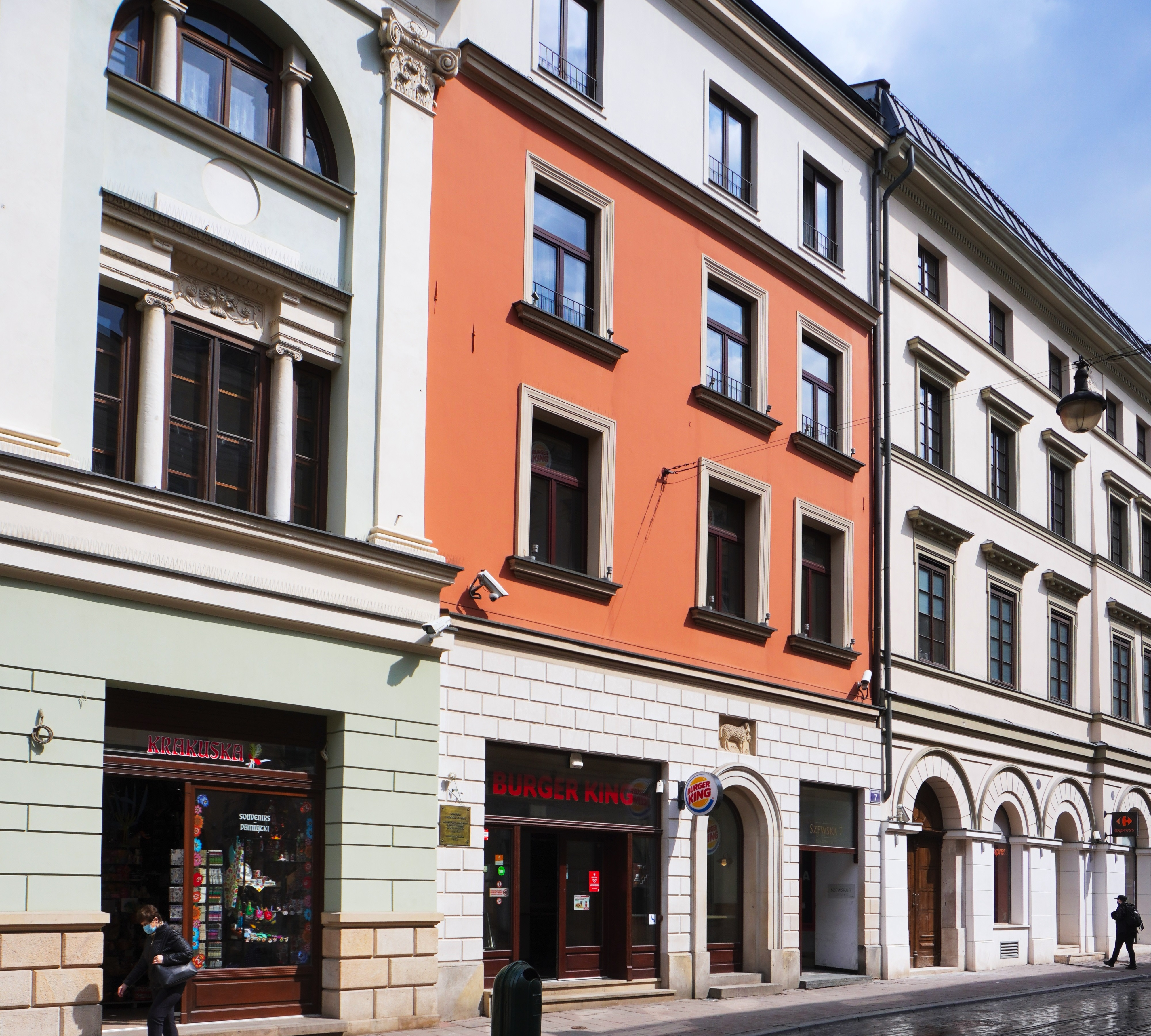
ul. Szewska 7 Zabytkowa kamienica
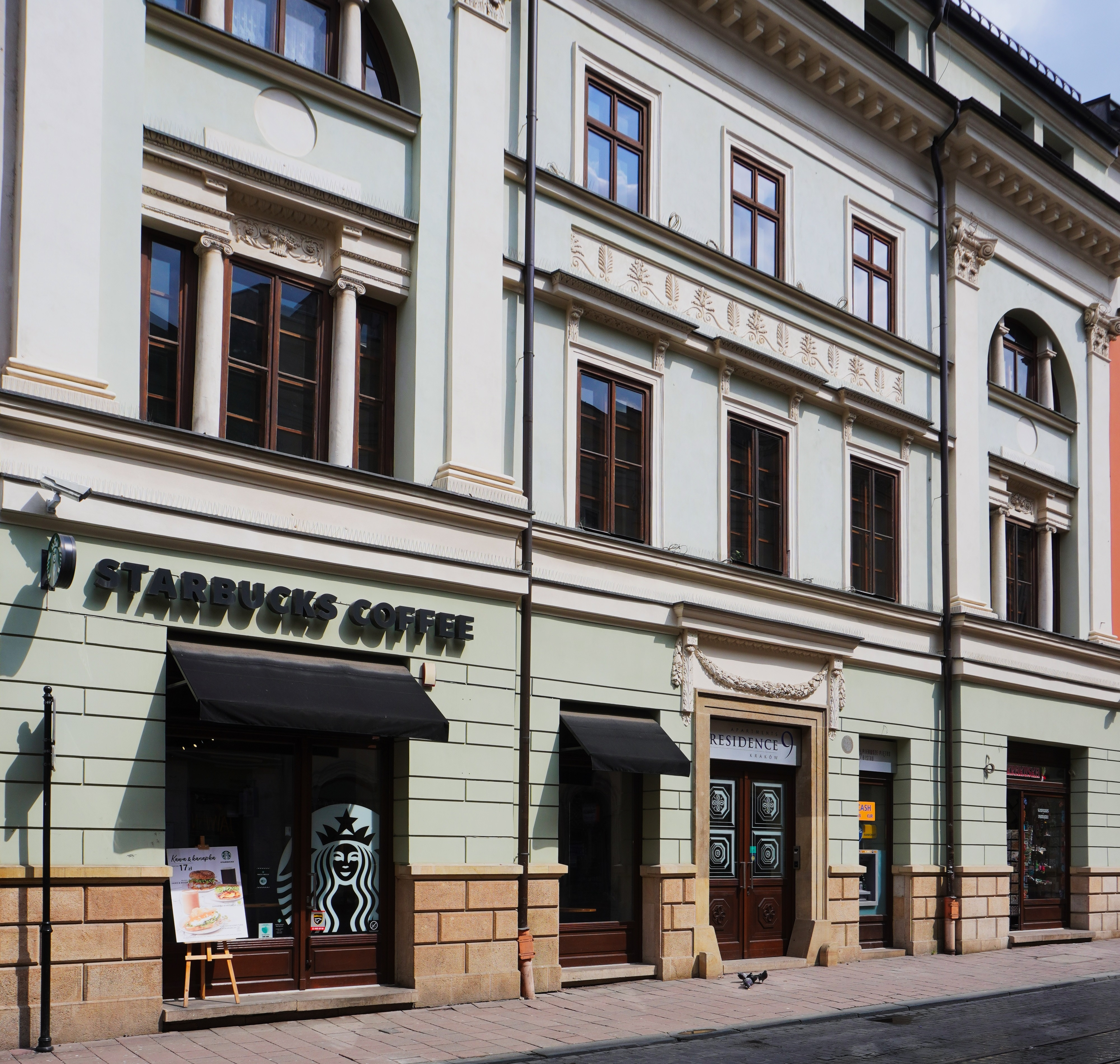
ul. Szewska 9 Zabytkowa kamienica
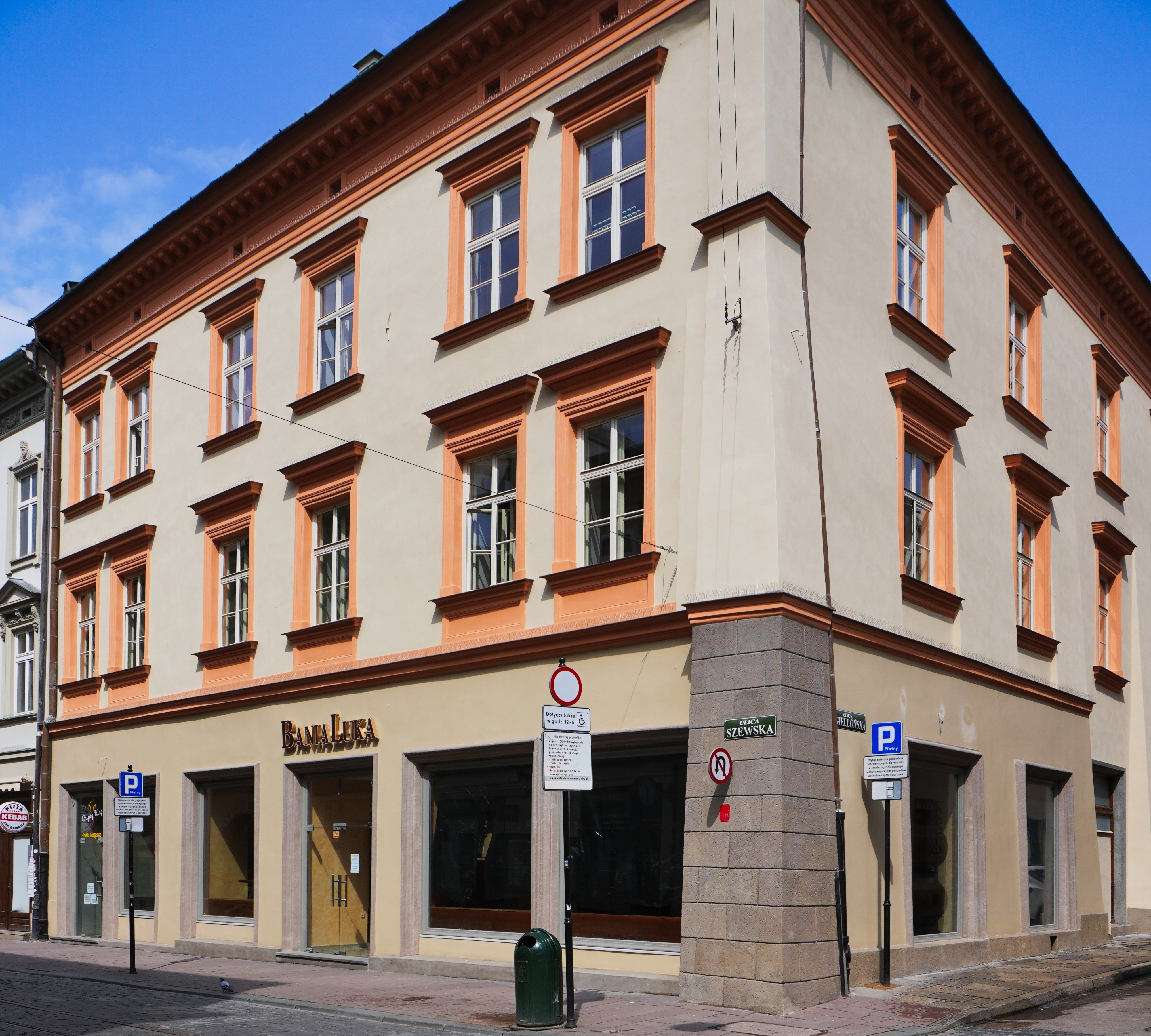
ul. Szewska 13 Zabytkowa kamienica
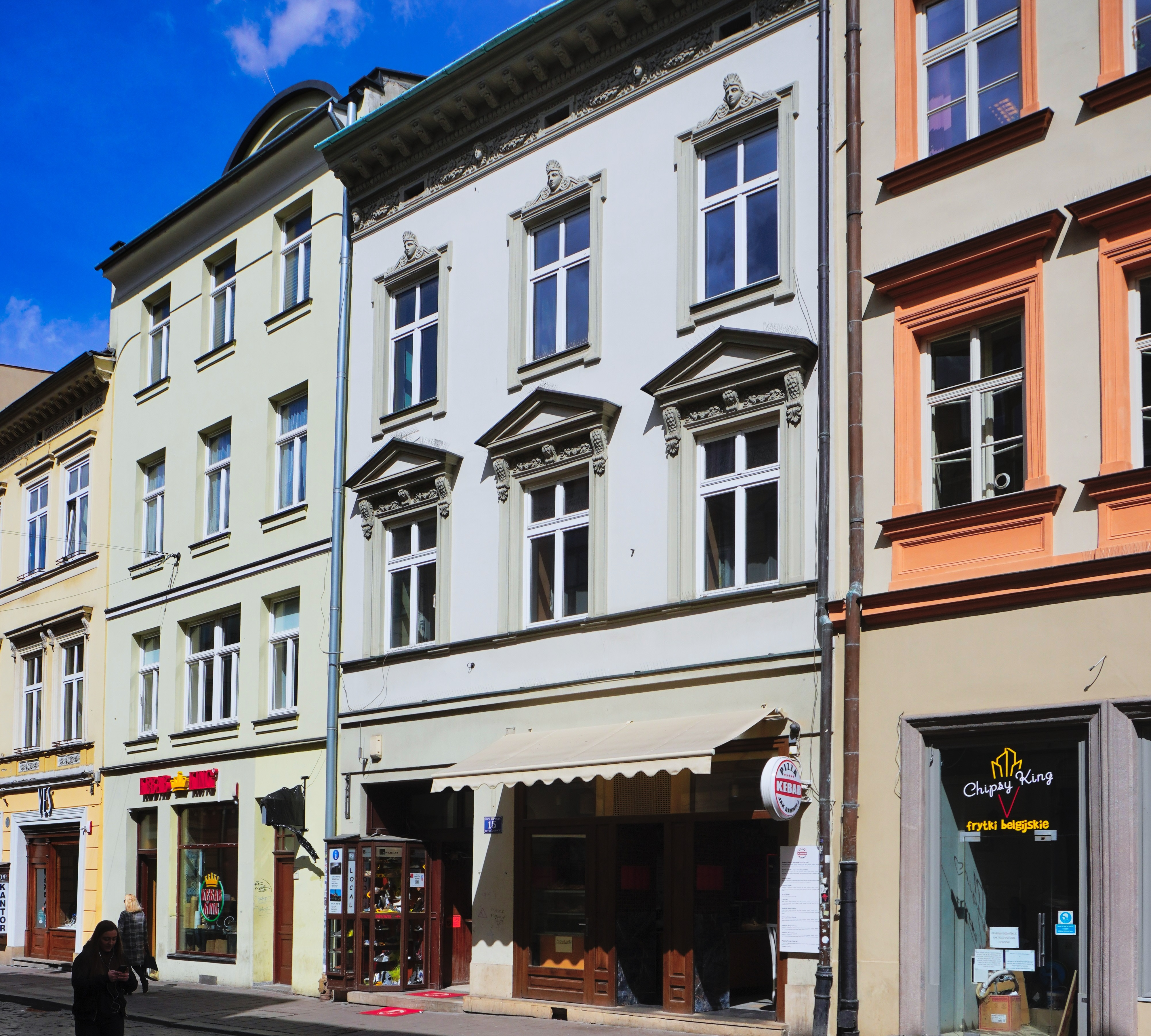
ul. Szewska 15 Zabytkowa kamienica (dawniej „Dom Kormanowski”, „Walmanowski”, 1832)
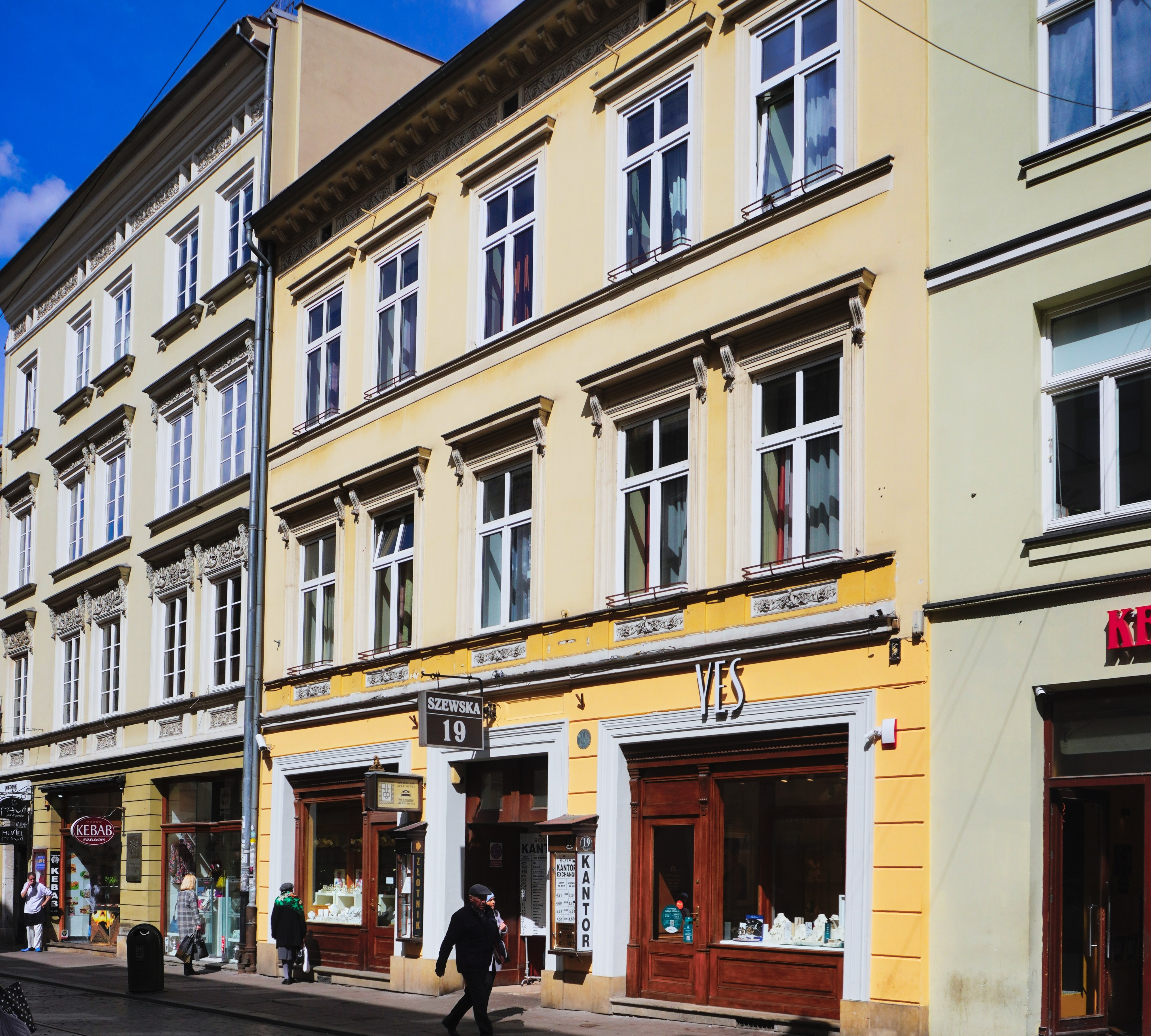
ul. Szewska 19 Zabytkowa kamienica
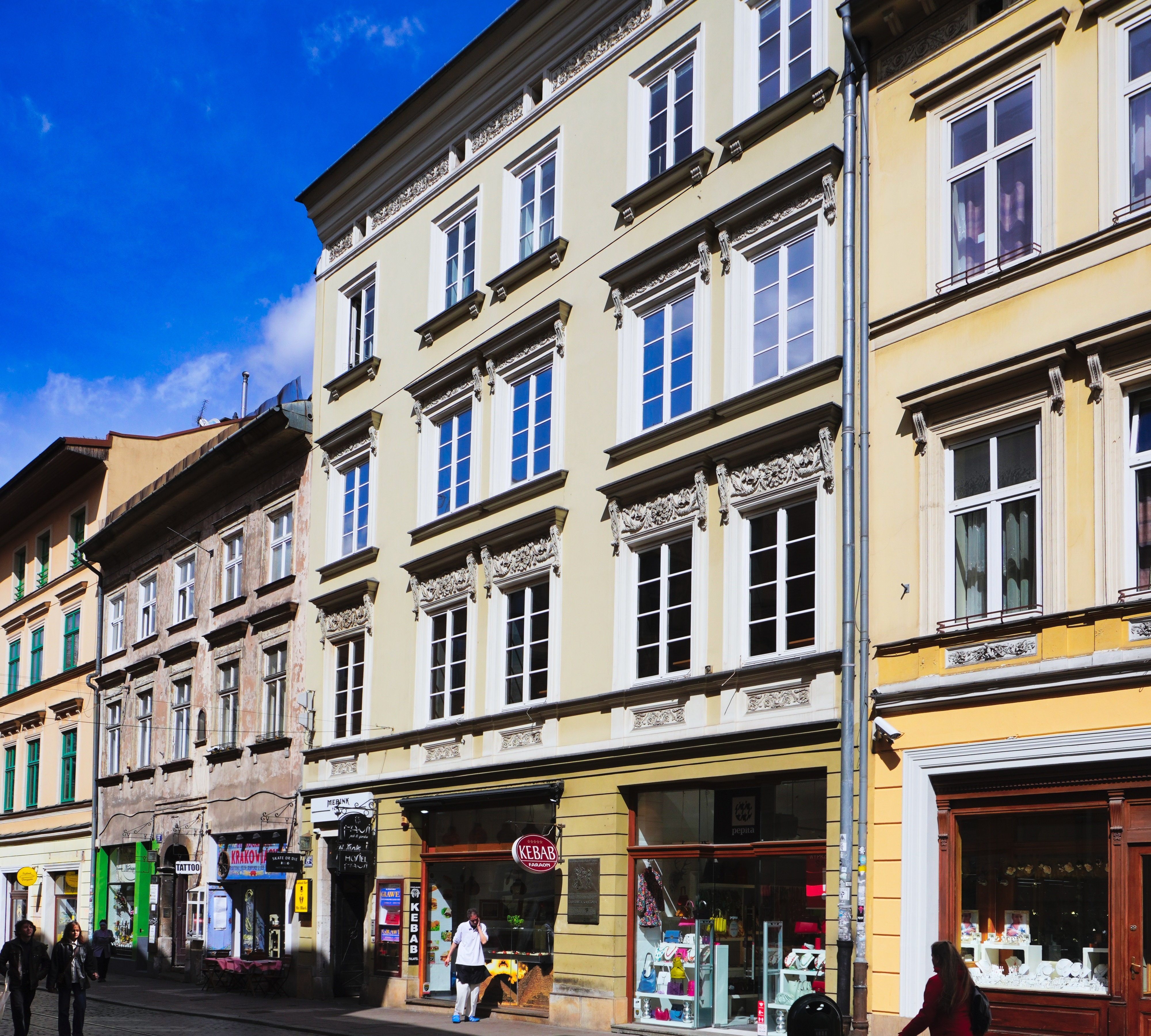
ul. Szewska 21 Zabytkowa kamienica
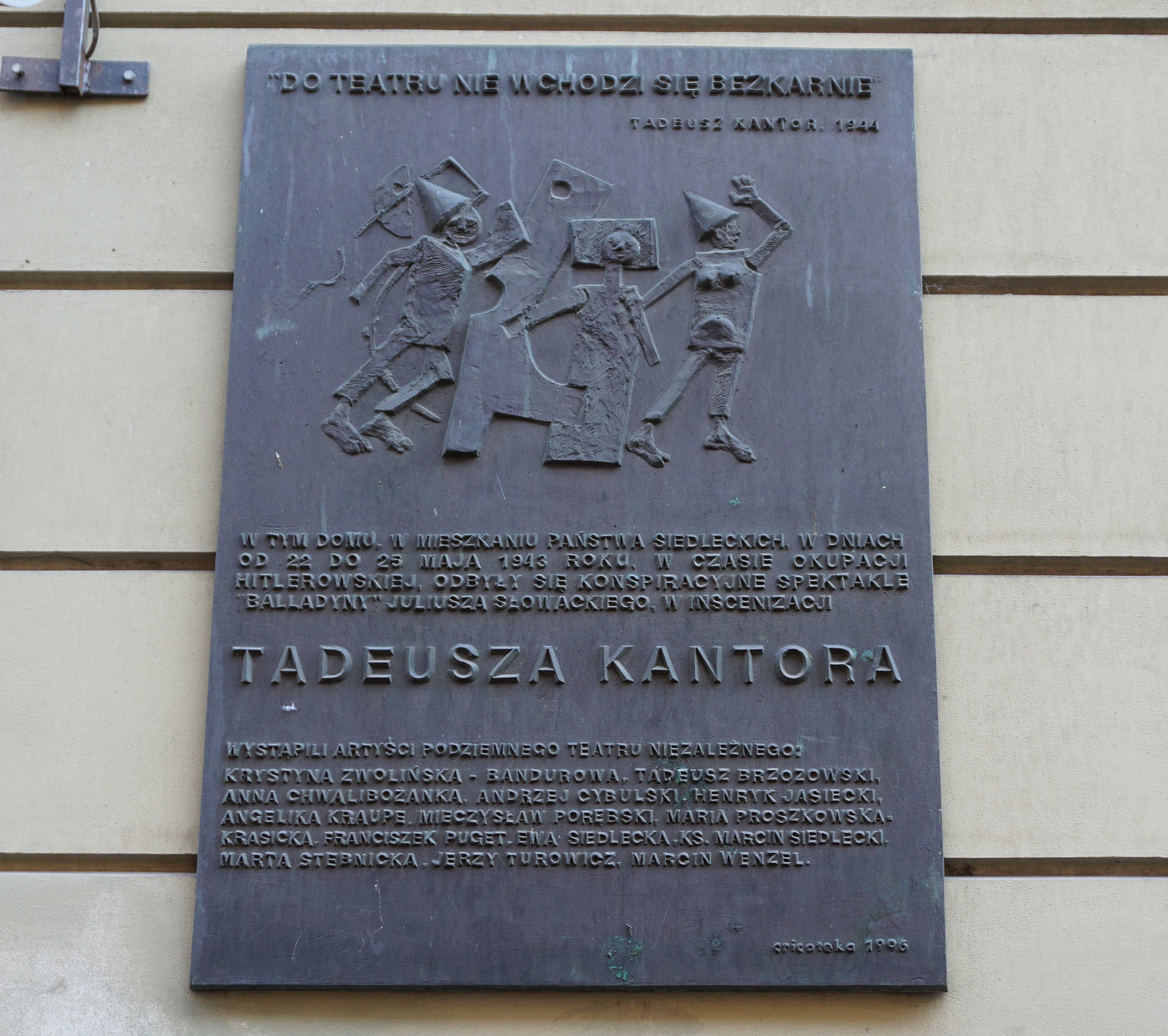
ul. Szewska 21 Tablica pamiątkowa upamięniająca Teatr Niezależny Tadeusza Kantora
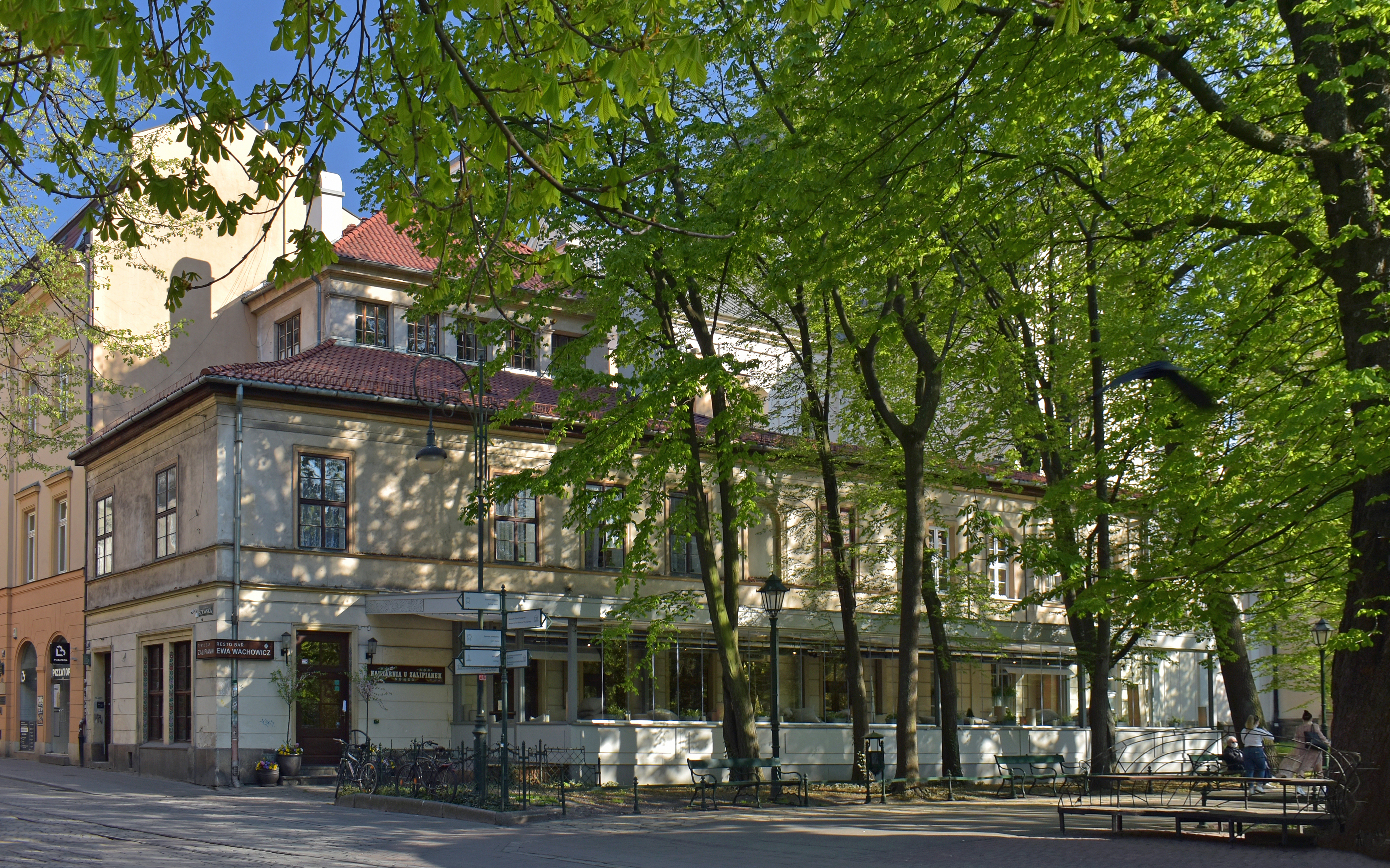
ul. Szewska 24 Bar „U Zalipianek”
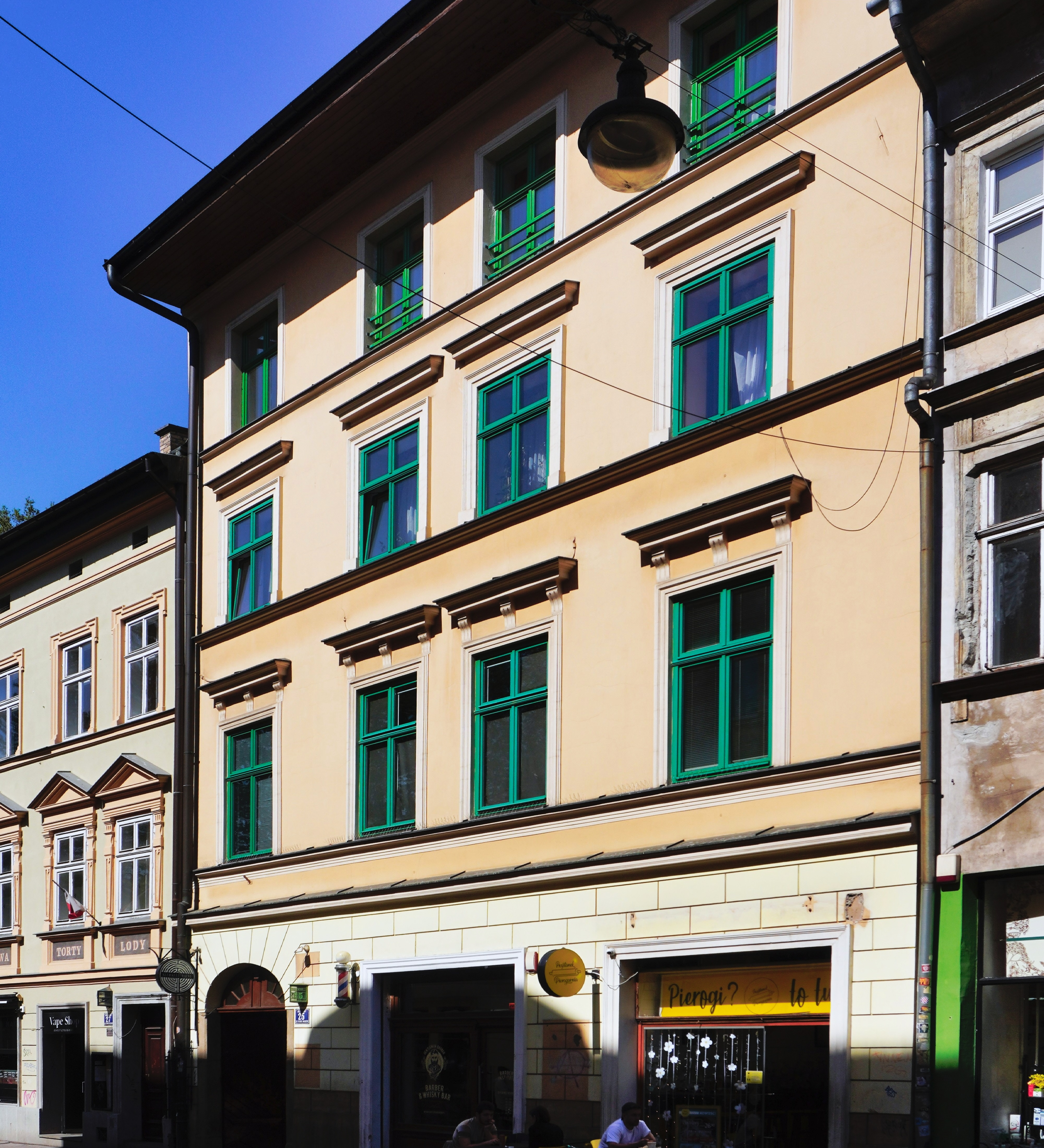
ul. Szewska 25 Zabytkowa kamienica
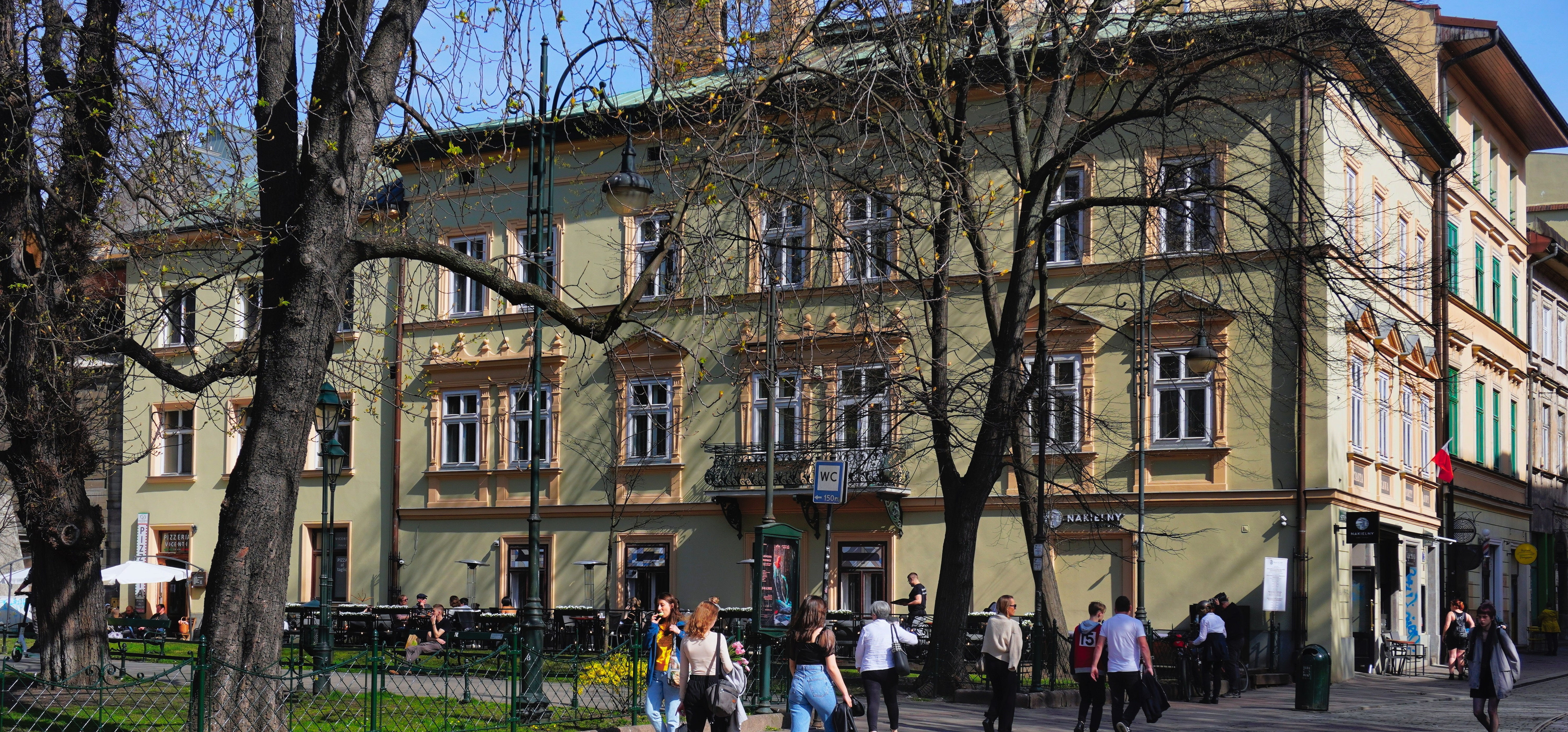
ul. Szewska 27 Zabytkowa kamienica